# 菲利斯·奧克利
菲利斯·奧克利（英語：Phyllis Elliott Oakley，1934年11月23日—2022年1月22日），是一位美國外交官，曾擔任美國負責人口、難民和移民的助理國務卿（1994年-1997年）以及情報研究局助理國務卿（1997年-1999年）。她的丈夫是前大使羅伯特·B·奧克利，同樣是美國外交學院和外交關係委員會的成員。奧克利畢業於塔夫茨大學弗萊徹法律與外交學院。
奧克利女士曾在美國外交部門擔任多個職務。她曾擔任副國務卿菲利普·哈比卜的參謀助理，並在阿富汗擔任事務官員，同時在金沙薩作為文化事務官員（借調給美國新聞局）。她積極參與了國際開發署在巴基斯坦的跨境人道援助項目，並在國務院近東局的國會事務部門有所貢獻。
菲利斯·奧克利是約翰·霍普金斯大學高級國際研究學院的兼任教授，目前正在授課一門有關美國外交政策中功能性議題的課程。她曾擔任曼荷蓮學院和西北大學的客座教授，同時擔任西北大學藝術與科學學院的客座委員會成員，以及喬治城大學外交研究顧問委員會的成員。在2003年至2007年期間，她擔任美國人支持人口基金（聯合國人口基金會）董事會主席，同時兼任美國人支持人口基金公共事務委員會和提名委員會主席。
奧克利生於內布拉斯加州奧馬哈。她於2022年1月22日因心臟病在華盛頓特區的一家醫院去世，享年87歲。

## 外部連結
- C-SPAN內的頁面（英文）

| 政府职务           | 政府职务                                                     | 政府职务      |
| ------------------ | ------------------------------------------------------------ | ------------- |
| 前任： 托比·T·蓋蒂 | 美國國務院情報研究局助理國務卿 1997年10月10日 – 1999年8月2日 | 繼任： 芮效儉 |